# عملیات کوتوزوف
عملیات کوتوزوف (انگلیسی: Operation Kutuzov) اولین حمله از دو ضد حمله ارتش سرخ به عنوان بخشی از عملیات تهاجمی استراتژیک کورسک بود. در ۱۲ ژوئیه ۱۹۴۳ در ارتفاعات مرکزی روسیه در برابر گروه ارتش مرکز ورماخت آلمان آغاز شد.